# Mallobathra fenwicki
Mallobathra fenwicki är en fjärilsart som beskrevs av Alfred Philpott 1924. Mallobathra fenwicki ingår i släktet Mallobathra och familjen säckspinnare. Inga underarter finns listade i Catalogue of Life.